# Universidad Estatal de Ingeniería de Armenia
La Universidad Estatal de Ingeniería de Armenia (en armenio: Հայաստանի ազգային պոլիտեխնիկական համալսարան; en inglés State Engineering University of Armenia) es un centro de enseñanza superior de Armenia en el que se imparten enseñanzas de ingeniería y tecnología. 

## Historia
Es sucesora del Instituto Politécnico Karl Marx de Ereván, que fue fundado en 1933, teniendo entonces solo 2 facultades y 107 estudiantes. El Instituto creció de manera simultánea a como se desarrollaba la incipiente industrialización de Armenia, que llegó a su apogeo hacia la década de 1980. En aquel entonces el Instituto ya tenía más de 66 especialidades y en él estudiaban casi 25.000 estudiantes. 
El 29 de noviembre de 1991 el Instituto Politécnico se reorganizó y pasó a denominarse la Universidad Estatal de Ingeniería de la República de Armenia.
Durante ese periodo el Instituto se hizo uno de los más importantes centros de la enseñanza superior de Armenia y una de las más principales escuelas de ingeniería de la Unión Soviética. 

## Departamentos de la Universidad Estatal de Ingeniería de Armenia
- Departamento de Ingeniería químico-técnica y ecológica
- Departamento de electrotécnica
- Departamento de construcción de maquinaria
- Departamento de cibernética
- Departamento de energética
- Departamento de radiotécnica y sistemas de comunicación
- Departamento de sistemas de computadores e informática
- Departamento de mecánica y estudio de máquinas y mecanismos
- Departamento de matemáticas
- Departamento de minería y metalurgia
- Departamento de sistemas de transporte
- Departamento de sociología y lenguas

Filiales de la Universidad Estatal de Ingeniería de Armenia:
Tiene filiales en Gyumri, Vanadsor y Kapan
En la Universidad también existe sección para ciudadanos extranjeros. 
El Consejo Estudiantil fue fundado el 29 de octubre de 1994. El presidente actual del Consejo es Hayk Akarmasyan.

## Rectores
- Hovhannes Babajanyan 1934-1936
- Hmayak Ghondakhchyan 1936-1937
- Ashot Meliqjanyan 1937 (de agosto a octubre)
- Misak Petrosyan 1937-1946
- Petros Melqonyan 1946-1965
- Ashot Aslanyan 1965-1966
- Artsrun Gasparyan 1966-1980
- Rafayel Movsisyan 1980-1988
- Yuri Sargsyan 1988-2006
- Vostanik Marukhyan 2006-2011
- Ara Avetisyan 2011-hasta hoy

## Alumnado destacado
- Robert Kocharyan - Presidente de Armenia (1998-2008)
- Siranush Atoian - Arquitecta
- Vahandujt Yereghian - Arquitecta
- Lia Safaryan - Arquitecta
- Valentina Adjemian - Arquitecta
- Tamar Tumanian - Arquitecta
- Sultanik Arevshatian - Arquitecta
- Karen Demirchyan - Ministro de la República Socialista Soviética de Armenia
- Andranik Margaryan - Primer ministro de Armenia (2000-2007)
- Hrant Vardanyan - Empresario
- Tigran Torosyan - Presidente de la Asamblea Nacional de Armenia
- Khachatur Suqiasyan - Empresario
- Ara Ernjakyan - Director del Yerevan State Chamber Theatre
- Arthur Aghabekyan - Ministro de Defensa de Armenia
- Gevorg Emin - Escritor
- Vardan Oskanyan - Ministro de Asuntos Exteriores de Armenia